# Любительский кубок Украины по футболу 2006
Кубок Украины по футболу 2006 среди любительских команд (укр. Кубок України з футболу 2006 серед аматорських команд) — 10-й розыгрыш Кубка Украины под эгидой АЛФУ. Турнир завершился победой команды «Карпаты» (Каменка-Бугская), которая получила право выступать в сезоне 2007/2008 в розыгрыше Кубка Украины.

## Участники
В Кубке приняли участие 15 любительских команды из 13 областей Украины.
| - «Авангард» (Корюковка, Черниговская область) - «Авангард» (Монастырище, Черкасская область) - «Альянс» (Киев) - ФК «Бадалово» (Бадалово, Закарпатская область) - ФК «Бердянск» (Бердянск, Запорожская область) - «Бровар» (Микулинцы, Тернопольская область) - «Вотранс-ЛСТМ» (Луцк, Волынская область) - «Ильич-Агро» (Мариуполь, Донецкая область) | - «Карпаты» (Каменка-Бугская, Львовская область) - «Княжа» (Добромиль, Львовская область) - «Колос» (Никопольский район, Днепропетровская область) - «Мир» (Горностаевка, Херсонская область) - ФК «Нежин» (Нежин, Черниговская область) - «ОДЕК» (Оржев, Ровненская область) - ФК «Тужилов» (Тужилов, Ивано-Франковская область) |

## 1/8 финала
Матчи 1/8 финала проходили в период с 22 июля по 9 августа 2006 года.
| Команда 1              | Команда 2                  | 1-й матч | 2-й матч |
| ---------------------- | -------------------------- | -------- | -------- |
| «Княжа» Добромиль      | ФК «Бадалово»              | 1:0      | 4:1      |
| ФК «Тужилов»           | «Карпаты» Каменка-Бугская  | 0:0      | 1:5      |
| «Бровар» Микулинцы     | «Вотранс-ЛСТМ» Луцк        | 2:0      | 0:0      |
| ФК «Нежин»             | «Авангард» Корюковка       | 2:0      | 1:1      |
| «Альянс» Киев          | «Авангард» Монастырище     | 2:2      | 4:3      |
| «Ильич-Агро» Мариуполь | ФК «Бердянск»              | 5:0      | +:-      |
| «Мир» Горностаевка     | «Колос» Никопольский район | 2:3      | -:+      |

## 1/4 финала
Матчи 1/4 финала проходили в период с 13 по 27 августа 2006 года.
| Команда 1              | Команда 2                  | 1-й матч | 2-й матч |
| ---------------------- | -------------------------- | -------- | -------- |
| «Княжа» Добромиль      | «Карпаты» Каменка-Бугская  | 0:1      | 0:1      |
| «Бровар» Микулинцы     | «ОДЕК» Оржив               | 1:1      | 0:3      |
| ФК «Нежин»             | «Альянс» Киев              | 0:1      | 2:2      |
| «Ильич-Агро» Мариуполь | «Колос» Никопольский район | 1:1      | 0:0      |

## 1/2 финала
Матчи 1/2 финала состоялись в 3, 10 и 16 сентября.
| Команда 1                    | Команда 2                  | 1-й матч | 2-й матч |
| ---------------------------- | -------------------------- | -------- | -------- |
| «Карпаты» Каменка-Бугская    | «ОДЕК» Оржив               | 2:1      | 4:0      |
| «Альянс» Киев«Альянс» (Київ) | «Колос» Никопольский район | 2:2      | 1:2      |

## Финал
| «Карпаты» Каменка-Бугская | 0 : 1   | «Колос» Никопольский р-н |
| ------------------------- | ------- | ------------------------ |
|                           | (отчёт) | Залуцкий 25′             |

| «Колос» Никопольский р-н | 1 : 3   | «Карпаты» Каменка-Бугская                       |
| ------------------------ | ------- | ----------------------------------------------- |
| Лютиков 6′               | (отчёт) | Мигалевский 21′ · Фамуляк 32′ · Мигалевский 57′ |

| Обладатель Кубка Украины среди любителей 2006 |
| --------------------------------------------- |
| «Карпаты» Каменка-Бугская Впервые             |